# Vivien Garry

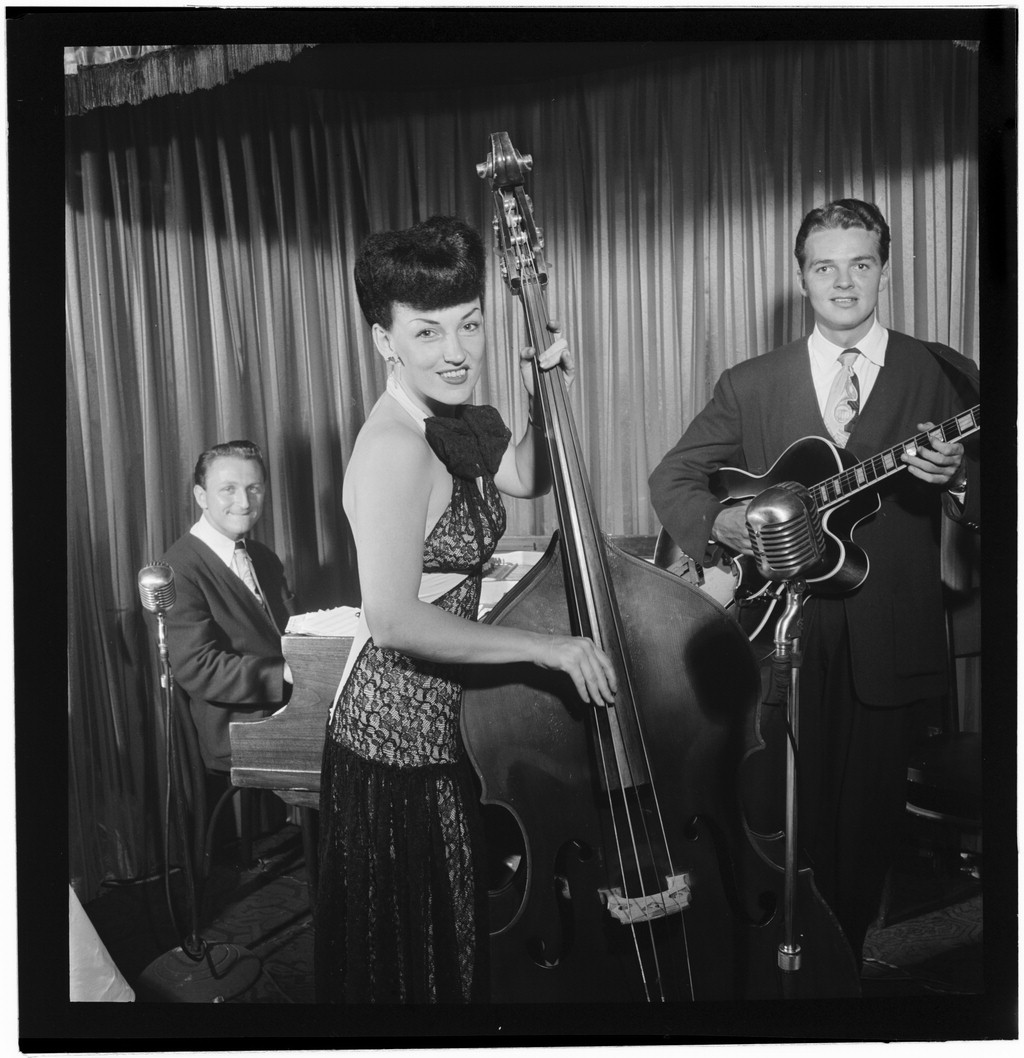
Vivien Garry (midden), met gitarist Arv Garrison (rechts) en Teddy Kaye op piano (foto: William P. Gottlieb).

Vivien Garry ( ? - 1 december 2008) was een Amerikaanse jazzcontrabassiste en zangeres in de jazz en rhythm & blues.
Garry leidde een kwintet, waarin onder meer Edna Williams (trompet, bekend van de International Sweethearts of Rhythm) en Ginger Smock (viool) hebben gespeeld. Dit kwintet nam o.m. "A Woman's Place Is in the Groove" op. Ook had ze een trio, met haar man Arv Garrison (als pianist waren hierin Wini Beatty en George Handy actief).
Ze is te horen op opnames van Leo Watson.

## Discografie
- Central Avenue Breakdown, Volume 1 (lp met nummers van Teddy Edwards, Dodo Marmarosa en zes opnames van Garry met trio), Onyx Records, 1974

- Bibliothèque nationale de France: cb13925868k (data)
- Library of Congress Control Number: n2002069905
- MusicBrainz: 3d98fd33-6b44-4b46-9a36-af2725752da9
- Virtual International Authority File: 33820126
- WorldCat: E39PBJbM49xcFkBKKh38wjwt8C